# Kościół św. Mikołaja w Rostocku

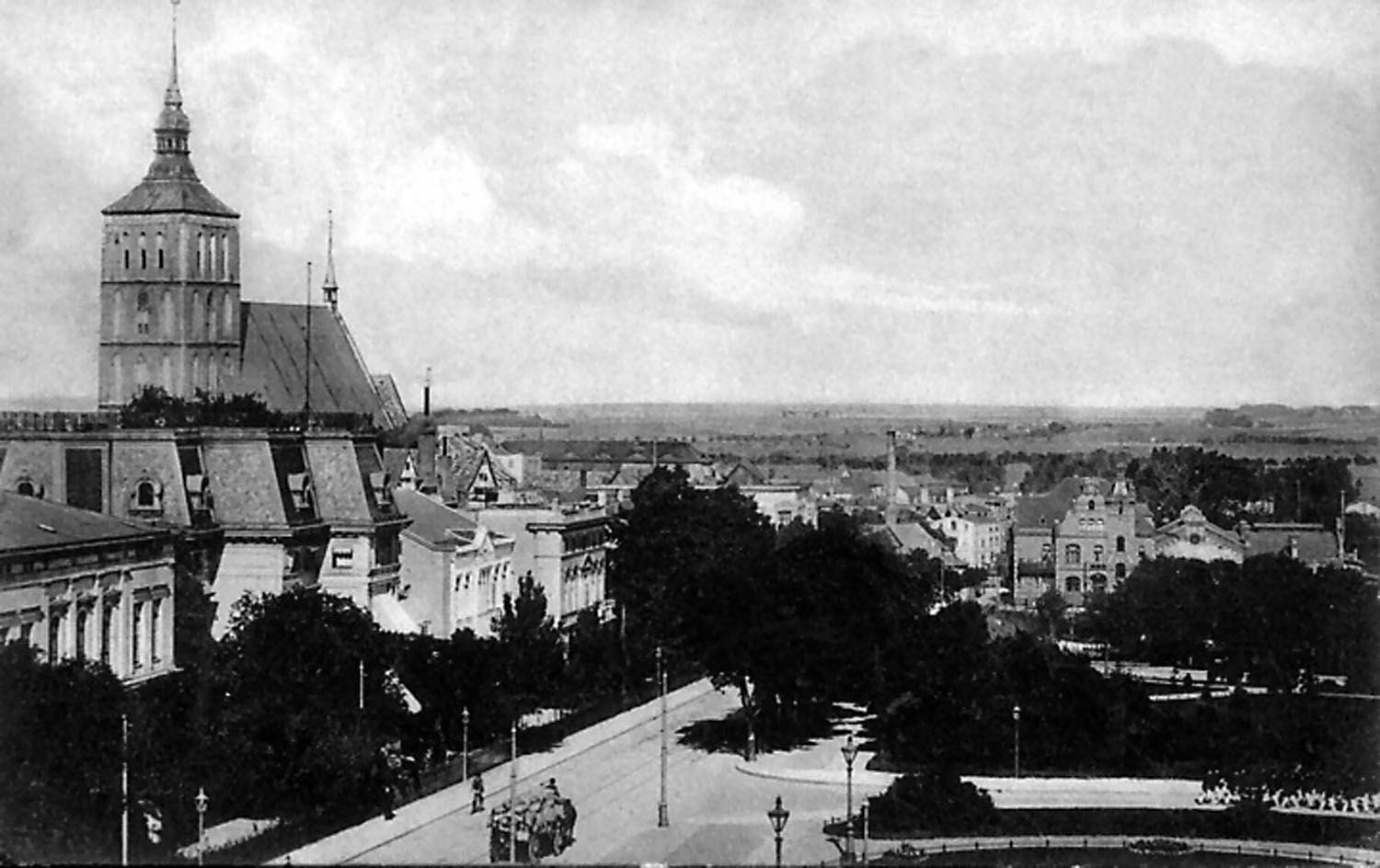
Widok kościoła w 1907

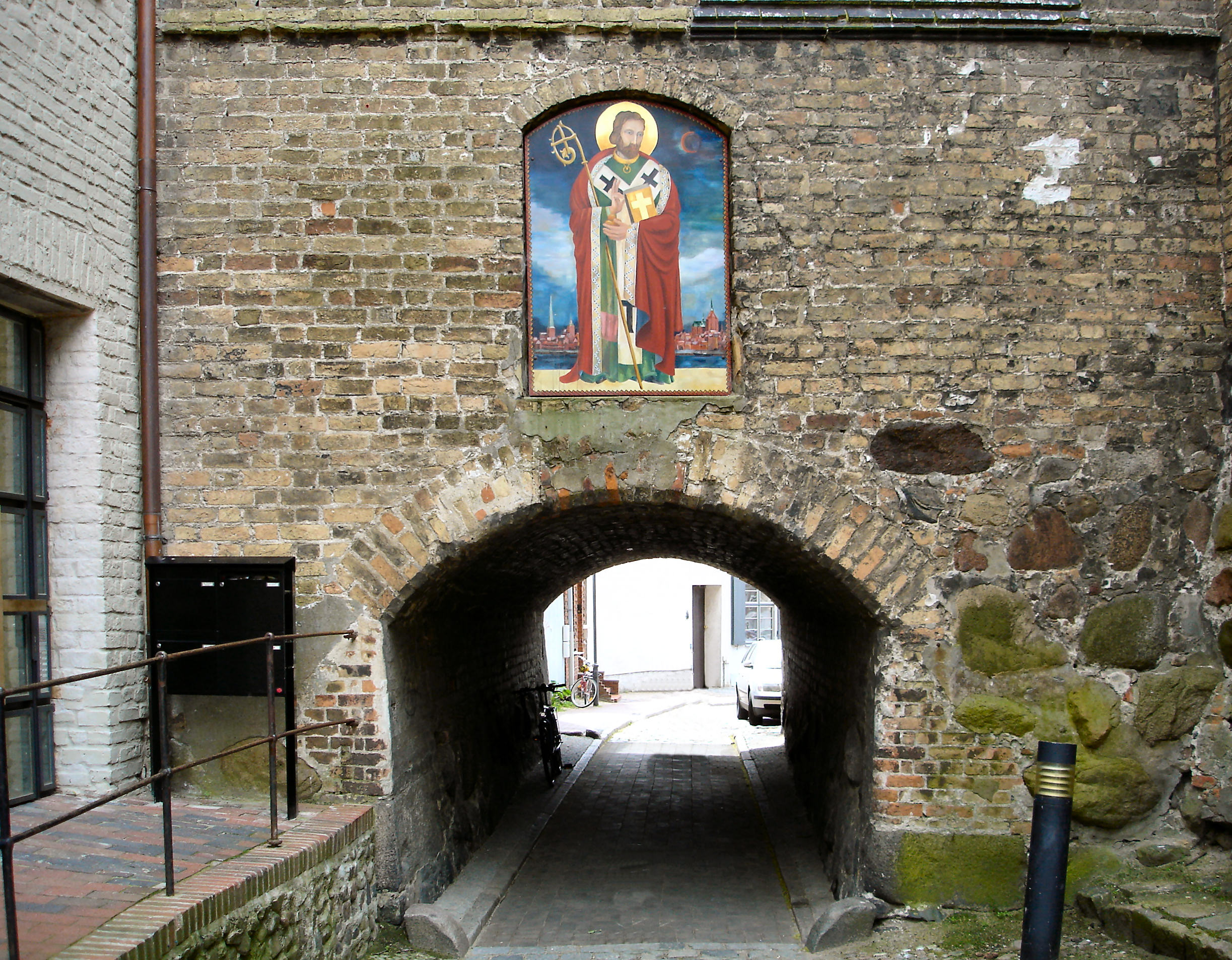
Brama przejazdowa pod prezbiterium

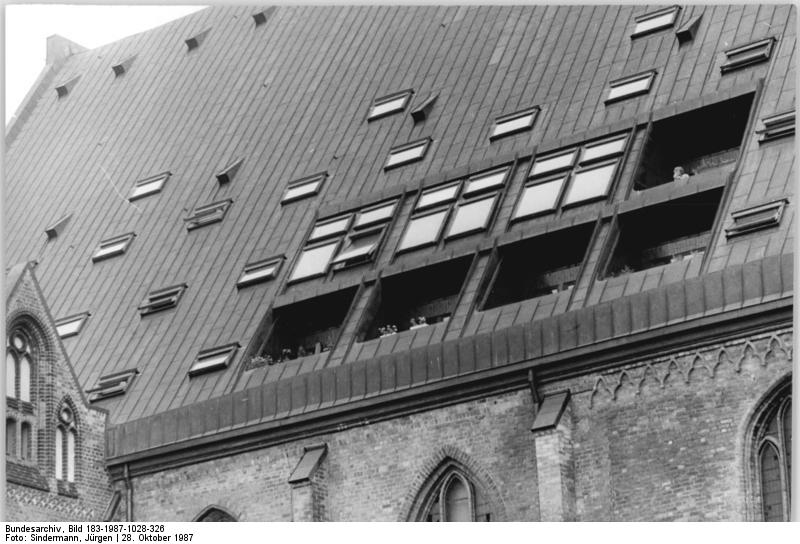
Mieszkania na poddaszu kościoła

Kościół św. Mikołaja w Rostocku (niem. Nikolaikirche) – kościół ewangelicko-luterański, położony w centrum hanzeatyckiego Rostocku. Jeden z czterech głównych niegdyś kościołów Starego Miasta obok kościoła Mariackiego, kościoła św. Piotra i kościoła św. Jakuba, zniszczonego w wyniku drugiej wojny światowej i wyburzonego w 1960.
Rozpoczęcie budowy kościoła św. Mikołaja datuje się na rok 1230; jest on więc jednym z najstarszych, zachowanych do dziś kościołów halowych w basenie Morza Bałtyckiego. Jest też jednym z trzech zachowanych do dziś wielkich kościołów parafialnych Rostocku. Otrzymał wezwanie św. Mikołaja, patrona rybaków i żeglarzy.

## Historia
Kościół św. Mikołaja został wzniesiony w stylu północnoniemieckiego gotyku ceglanego na podmurówce z kamienia polnego, poszerzony od wschodu o prezbiterium a od zachodu o jedno przęsło potężnej wieży wzniesionej w XV w. na planie kwadratu. Pierwotny kościół był trzynawowy ze sklepieniem krzyżowo-żebrowym, wspartym na okrągłych filarach. Kościół pod wezwaniem św. Mikołaja jest wymieniony po raz pierwszy w 1257. Konsekracja świątyni miała miejsce w 1312.
Prezbiterium zostało zbudowane wyżej, ponad poziomem gruntu, aby zrobić pod nim bramę przejazdową, przekrytą łękiem. Ten przejazd, nad którym w niszy widnieje obraz św. Mikołaja, jest zachowywany do dziś. Od strony północnej dobudowano do kościoła zakrystię, tzw. kaplicę Gerbera, wzmiankowaną po raz pierwszy w 1431.
Wieża kościelna była pierwotnie zwieńczona wysokim, szpiczastym hełmem, wysokim na 132 m, wówczas najwyższym w mieście. Hełm ten został zniszczony w wyniku huraganu w 1706 i zastąpiony niewysokim dachem czterospadowym, zwieńczonym barokową latarnią utrzymaną w stylu epoki. W 1758 poświęcono organy i ukończono ambonę.
Podczas trwającego cztery noce bombardowania w dniach 23 – 27 kwietnia 1942 wieża i nawa kościelna spłonęły doszczętnie a sklepienia runęły, ocalały tylko sklepienia prezbiterium. Zniszczeniu uległy również organy, jedyna w swoim rodzaju na terenie Rostocku ambona oraz płyty nagrobne i epitafia. Udało się uratować jedynie kilka drewnianych rzeźb (św. Mikolaja i Chrystusa) oraz jeden z gotyckich ołtarzy, który, odrestaurowany, stoi dzisiaj w północnym ramieniu transeptu kościoła Mariackiego w Rostocku. W kościele św. Mikołaja zachowała się część dawnych malowideł ściennych z początku XV w.
W 1948 poświęcono prezbiterium jako tymczasowy kościół. Korpus kościoła i wieża stały do 1976 jako ruiny, zabezpieczone jedynie prowizorycznym zadaszeniem. Ich odbudowa stała długo pod znakiem zapytania.
W 1974 wspólnoty parafialne św. Piotra i św. Mikołaja połączyły się. Postanowiono przy tym o zaprzestaniu używania kościoła św. Mikołaja jako kościoła parafialnego. Po 1976 rozpoczęła się jego zakrojona na szeroką skalę rekonstrukcja. W wieży kościelnej urządzono biura i pomieszczenia służbowe dla pracowników administracji kościelnej. Niezwykły jak na owe czasy projekt zrealizowano przy odbudowie dachu kościoła – zbudowano w nim trzy kondygnacje mieszkalne. Zaniechano przy tym rekonstrukcji sygnaturki po stronie wschodniej. Zrekonstruowano jednakże zniszczony wschodni szczyt nawy.
Po 1991 rozpoczęto prace przy odbudowie sklepień, zainstalowaniu systemu grzewczego, i wyłożeniu posadzki kościoła płytami z wapienia.
5 lipca 1994 miało miejsce uroczyste, ponowne otwarcie wnętrza świątyni; towarzyszyło temu wykonanie mszy h-moll Johanna Sebastiana Bacha.
Obecne organy, zbudowane w 1971, są darem Philipps-Kirche z bawarskiego Rummelsberg. Poświęcono je 21 kwietnia 2002. Pod posadzką kościoła znajduje się krypta grobowa z sarkofagiem Casimira Albrechta von Moltke i jego żony.
Kościół św. Mikołaja nie pełni już funkcji sakralnej – nie jest kościołem parafialnym i nie są w nim obecnie odprawiane niedzielne nabożeństwa. Służy natomiast jako ponadwspólnotowe centrum duchowo-kulturalne w Rostocku, otwarte na różne inicjatywy kościelne i kulturalne. Jest wykorzystywany przeważnie jako sala koncertowa.

## Osobliwości architektury kościelnej
- brama przejazdowa pod prezbiterium
- mieszkania w dachu kościoła